# Synagogue de Mülheim (1907-1938)

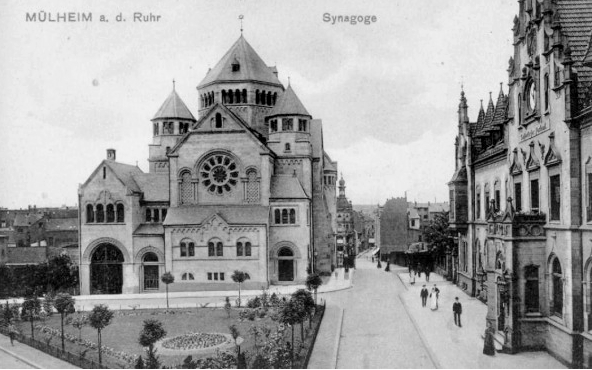
La synagogue de Mülheim

La synagogue de Mülheim, inaugurée en 1907, a été détruite en 1938 lors de la nuit de Cristal comme la plupart des autres lieux de culte juif en Allemagne. 
Mülheim an der Ruhr est une ville allemande du district de Düsseldorf dans le Land de Rhénanie-du-Nord-Westphalie à environ 26 km au nord-nord-est de Düsseldorf et 10 km à l'est de Duisbourg. Elle compte actuellement environ 167 000 habitants.

## Histoire de la communauté juive

### Avant le nazisme
Les Juifs ont vécu à Mülheim an der Ruhr pendant plus de 500 ans, le plus souvent en tant que minorité tolérée, qui devait payer des impôts élevés pour être acceptée, et qui n'étaient que des citoyens temporairement libres et respectés.
Vers 1730-1740, les Juifs reçoivent un terrain situé An der Gracht, comme lieu de sépulture. Celui-ci subira plusieurs agrandissements au cours du XIXe siècle. Avant cette date, les défunts étaient enterrés dans le cimetière juif près du Wetzmühle à Holthausen.

### La période nazie
Au début des années 1930, environ 650 habitants de Mülheim sont de confession juive. Ils se retrouvent dans une des deux synagogues pour prier ensemble surtout lors des grandes fêtes. La prise du pouvoir par les nazis en mars 1933 conduit à une libération de l'antisémitisme qui existait déjà depuis la fin du XIXe siècle de façon plus ou moins insidieuse. La pression exercée sur les commerçants et hommes d'affaires juifs entraine rapidement la vente ou la fermeture de commerces et d'entreprises détenus par des Juifs. Les menaces quotidiennes contre la population juive en public, au travail, dans les écoles et les associations, provoquent une première vague d'émigration. 
Entre 1933 et 1936, environ 200 citoyens juifs de Mülheim émigrent, majoritairement des Juifs d'origine de l'Est, mais seulement un petit nombre de Juifs établis de longue date, et parfois depuis plusieurs générations à Mülheim, et qui se sentent en sécurité à cette époque malgré tous les harcèlements. À partir de 1936, de nombreuses maisons appartenant à des Juifs sont vendus souvent par la force et à bas prix à des membres du parti nazi local. En 1938, les premières déportations et émigrations réduisent de moitié la population juive. La grande synagogue de la Viktoriaplatz (depuis 2009: Synagogenplatz) doit être vendue faute d'argent et sous la pression de la ville. Lors de la nuit de Cristal du 9 au 10 novembre 1938, la situation prend un tour tragique. La synagogue, bien que n'appartenant plus à la communauté est incendiée, de même que de nombreux magasins appartenant à des Juifs. Plusieurs Juifs sont roués de coups. Benno Kohn, blessé ne survit pas à ses blessures.  Dans les années qui suivent, les Juifs de Mülheim sont regroupés dans quelques Judenhäuser (Maisons des Juifs), et à partir de 1943-1944, les Juifs restés à Mülheim sont envoyés par groupes dans les camps de concentration et d'extermination. 
En 2009, le meurtre des juifs de Mülheim au camp d'extermination de Sobibor est abordé devant le tribunal régional de Munich dans le cadre du procès contre John Demjanjuk, gardien du camp de Sobibor dénommé Ivan le Terrible.  
Rapport du co-plaignant: 
« Ce n'est que dans les années 1990 que Kurt Gutmann, le seul plaignant allemand, a appris que sa mère, originaire de Mülheim an der Ruhr, et son frère avaient été amenés à Izbica en Pologne. De là, ils ont été envoyés à Sobibor pour être gazés »
.
Au total, 233 Juifs de Mülheim ont émigré, principalement en Palestine ou en Amérique du Sud. Selon le Gedenkbuch - Opfer der Verfolgung der Juden unter der nationalsozialistischen Gewaltherrschaft in Deutschland 1933-1945 (Livre commémoratif – Victimes des persécutions des Juifs sous la dictature nazie en Allemagne 1933-1945), 255 juifs de Mülheim ont été assassinés, bien que le nombre exact soit certainement plus élevé en raison de plus de cinquante personnes dont le destin est inconnu. Plus de quatre-vingts Juifs sont morts à Mülheim pendant cette période, dont un certain nombre qui se sont suicidés, pour éviter les persécutions, l'humiliation et la déportation.

### L'après-guerre
Seuls quelques Juifs de Mülheim survivants de la Shoah sont revenus à Mülheim et ont fondé au début de 1946 la nouvelle communauté juive de Mülheim, avec pour président jusqu'en 1968 Salomon Lifsches. En 1955, la communauté de Mülheim fusionne avec la communauté voisine de Duisbourg, totalisant ainsi 83 fidèles. En 1960, la synagogue de Mülheim sur la Kampstrasse est inaugurée. En 1968, les communautés juives de Mülheim, de Duisbourg et d'Oberhausen s'unissent pour former une communauté culturelle commune, la communauté juive de Duisburg-Mülheim / Ruhr-Oberhausen.
Dans les années 1990, le nombre de fidèles croit à plus de 2 800 grâce à l'immigration de Juifs de l'ancienne Union soviétique, ce qui rend nécessaire la construction d'une nouvelle synagogue et d'un nouveau centre communautaire. La communauté juive et les trois villes de Mülheim, Duisbourg et Oberhausen se mettent d'accord pour un nouveau bâtiment situé dans le port intérieur de Duisbourg. L'inauguration de ce nouveau centre a lieu en 1999, avec des dépendances à Mülheim et Oberhausen. 

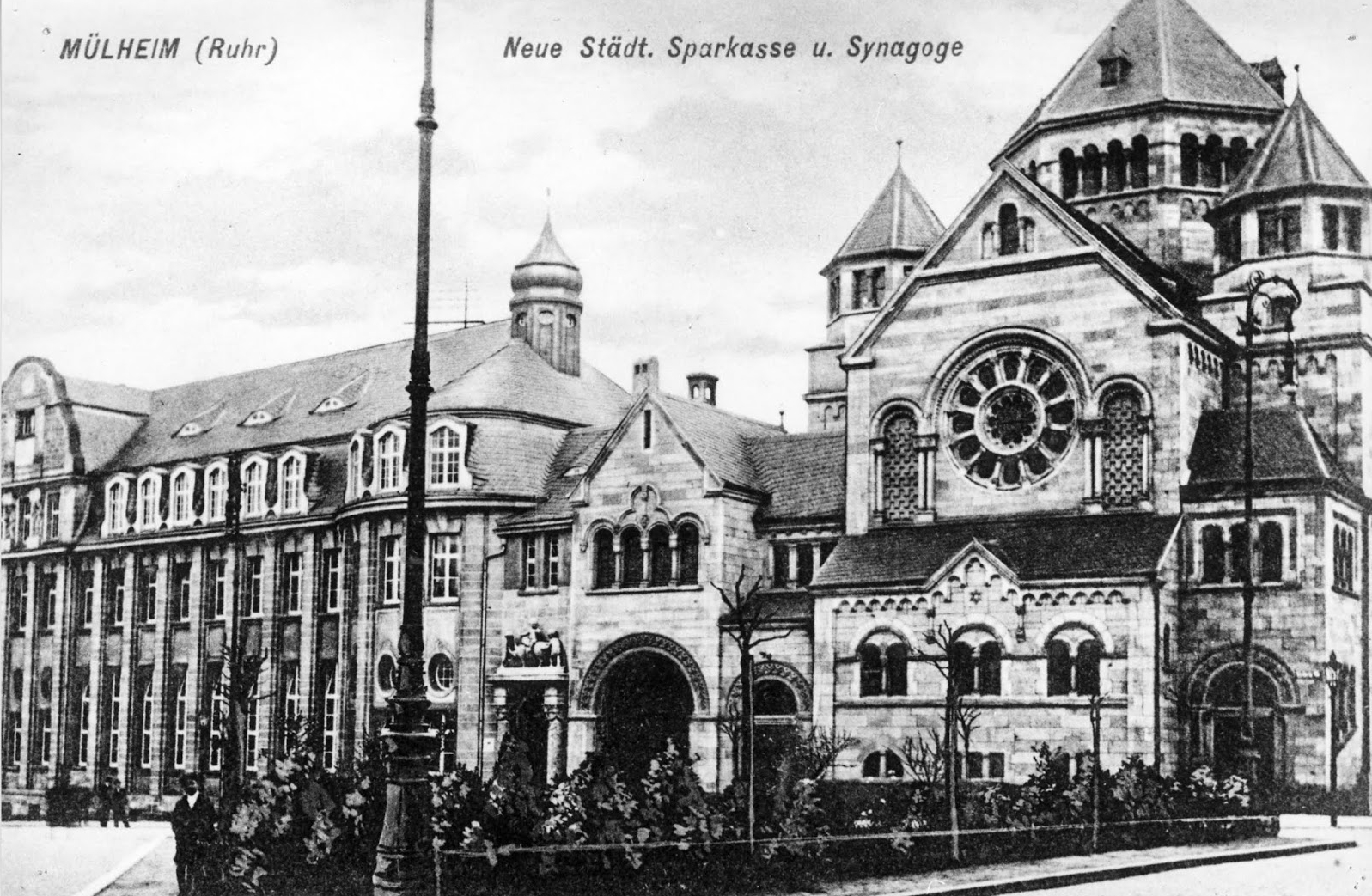
La synagogue et la Sparkasse

## Histoire de la synagogue

### La première synagogue
À partir de 1792-1794, une première synagogue située sur à l'angle du Notweg et de la Jackenstraße sert de lieu de prière et de réunion à la communauté juive de Mülheim. En raison du nombre croissant de fidèle, passant de 185 en 1808 à 493 en 1863 et 643 en 1900, celle-ci est plusieurs fois reconstruite et agrandie. Une trentaine d'années plus tard, une école juive est créée. Au début des années 1860, elle est élevée au rang d'école publique, mais est dissoute en 1875.

### Construction de la nouvelle synagogue
Le 9 juin 1901, le comité exécutif de la synagogue décide de construire un lieu de culte plus digne et plus adapté à la taille de la communauté. Un terrain est acquis sur la Viktoriaplatz à l'angle de la Wallstrasse. Pour sa conception, il est fait appel au célèbre architecte de Düsseldorf, le professeur Joseph Kleesattel qui avait peu de temps auparavant planifié et construit la synagogue de Düsseldorf. Celui-ci élabore un bâtiment de style néo-roman dont il confie la direction de la construction à Franz Hagen. 
Le 21 septembre 1905, a lieu la pose de la première pierre alors que le chantier est déjà considérablement avancé. Le nouveau jeune rabbin de la communauté, Otto Kaiser, prononce le discours cérémoniel, dans lequel il souligne le noble esprit de tolérance religieuse dans notre ville de Mülheim après les temps sombres de la haine... sur trois collines de notre ville, s'élèvent les maisons de culte des trois religions. C'est comme si elles se font signe, comme si elles veulent se serrer la main frénétiquement, pour que les flammes de la haine ne s'enflamment plus, pour que le peu qui nous sépare soit désormais ignoré et qu'ainsi les nombreux fils qui nous relient soient unis dans une alliance de paix forte et éternelle... 
Lors de la cérémonie, une urne en verre contenant un dossier sur la communauté juive et la synagogue, en hébreu et en allemand, portant la date hébraïque de 5665, et signé par tous les membres du conseil de la communauté est encastrée avec des journaux du jour, dans un des piliers intérieurs gauches du bâtiment. Miraculeusement, cette urne a survécu à l'incendie de la synagogue, et se trouve actuellement aux archives de la ville de Mülheim.  
Le 2 août 1907, la communauté juive prend possession du bâtiment lors d'un office solennel.  Le bâtiment de 15 mètres de long par 20 mètres de large comprend un vestibule avec vestiaire, une grande salle pour les offices, surmontée d'un dôme, une école et une salle de réunion au-dessus de l'entrée est. Le mikvé (bain rituel) et le système de chauffage à vapeur se trouvent au sous-sol. Une galerie réservée aux femmes, encercle la grande salle sur trois côtés. La synagogue est conçue pour accueillir 250 hommes et 200 femmes. 
Au centre du mur Est, légèrement surélevé, se trouve l'Arche Sainte avec le placard pour les rouleaux de Torah, flanquée d'un tableau représentant les Tables de la Loi et d'un autre représentant une menorah, un chandelier à sept branches. Devant l'Arche est positionnée la bimah.
À l'époque, la presse fait grand cas de la cérémonie festive d'inauguration du nouveau centre religieux, dont la construction a coûté très cher :  ... [le bâtiment] repose sur de bonnes fondations et durera longtemps, verra les générations se succéder, mais l'année 1907 sera gravée à jamais dans l'histoire de la communauté de la synagogue avec un stylet d'airain....
Le journal local Mülheimer Generalanzeiger écrit:     
«  ... Ce bâtiment unique, qui attire l'attention de tous les passants, a enrichi notre ville d'une construction qui lui sert de grand ornement. La nouvelle synagogue, ce magnifique bâtiment à coupole de style roman, avec ses nombreuses sections et tourelles, est sans doute le plus beau et le plus intéressant bâtiment de notre ville... C'est un bâtiment plein de caractère, sérieux et solide, qui est visible de loin en raison de sa position élevée sur l'ancien Schollenfelde". »
Le rabbin de la communauté, Otto Kaiser, est né à Hamm en 1880, et après avoir fréquenté les écoles secondaires de Gelsenkirchen et de Münster, a ensuite suivi une formation d'enseignant à l'institut de formation des enseignants de Münster. Il prend ses premières fonctions d'enseignant / chantre à la communauté juive de Werl en 1900. Trois ans plus tard, il devient rabbin de la communauté juive de Mülheim, poste qu'il occupera jusqu'à sa mort après une grave maladie en 1925.

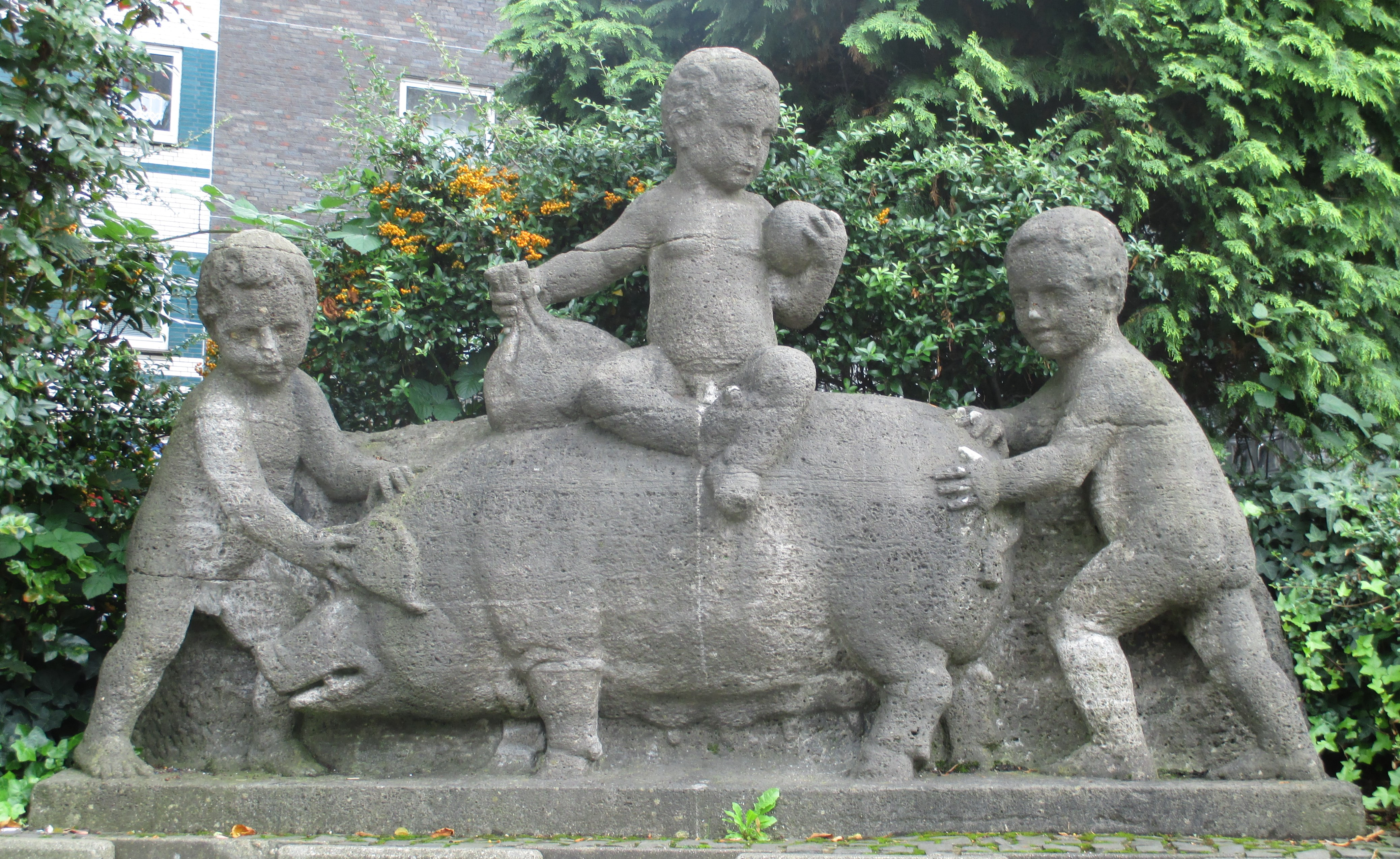
Le haut-relief à l'entrée de la Sparkasse, retiré sur demande des fidèles de la synagogue

Deux ans plus tard, un clocheton commun relie la nouvelle Sparkasse (caisse d'épargne) municipale à la synagogue terminée. Cependant les fidèles de la synagogue sont profondément choqués par un haut-relief situé juste au-dessus du portail d'entrée de la Sparkasse. Ce haut-relief, sculpté par Uffert Jansen, représente un cochon porte-bonheur entouré de trois putti. L'arrière du cochon est orienté vers la synagogue. Après de longs débats au conseil municipal, la sculpture est retirée et placée dans le bureau du génie civil de l'époque. Depuis 2001, elle est située sur la Sparkasse à l'intersection de l'Aktienstrasse et de l'Engelbertusstrasse. 
Pendant 31 ans, la synagogue va devenir le centre de la vie culturelle et cultuelle de la communauté juive. En plus, un centre communautaire juif est ouvert dans la Löhstraße depuis la Première Guerre mondiale, principalement destiné à la jeunesse. 

### Destruction de la synagogue
Au cours de l'année 1938, le nombre de fidèles de la communauté juive de Mülheim a diminué de plus de la moitié de ce qu'il était avant l'arrivée au pouvoir d'Hitler. Celle-ci ne peut plus supporter les charges fiscales et d'entretien du bâtiment de la synagogue et se propose de la vendre à la caisse d'épargne voisine. En septembre, la vente est conclue pour 56 000 reichsmarks avec l'approbation du comité de la synagogue. Le terrain appartient dorénavant à la ville qui envisage de démolir le bâtiment d'ici quelques mois. 
En attendant la démolition du bâtiment, la communauté est autorisée à continuer à tenir ses offices dans le bâtiment vendu. Les travaux préparatoires à la démolition de la synagogue commencent au tout début novembre. L'étoile de David est démontée du dôme et les planches d'échafaudage sont posées pour commencer les travaux de démolition. 
Mais lors de la nuit de Cristal, du 9 au 10 novembre 1938, le commandant des pompiers de la ville, le Sturmbannführer SS Alfred Freter, fait incendier la synagogue sur ordre d'en haut, les pompiers se limitant à protéger les bâtiments voisins contre une propagation de l'incendie. 
En réponse à la plainte déposée auprès du bourgmestre de Mülheim, Mr. Hasenjaeger par le Dr. Otto Niehoff témoin oculaire de l'incendie et résident de la ville, le commandant des pompiers Freter affirmera:
« Dans le cadre des directives qui m'ont été données et conformément à l'état d'esprit de la population nationale-socialiste de Mülheim, la synagogue de la communauté juive de Mülheim a été incendiée et détruite par moi vers 3 heures du matin le 10 novembre 1938, en réponse au meurtre juif du conseiller de la légation vom Rath. Immédiatement après, j'ai avec le plus grand succès, protégé avec mes pompiers, le voisinage de la synagogue en feu contre une propagation de l'incendie et des étincelles. »
Les ruines sont rasées complètement au début de 1939 et le journal nazi Nationalzeitung de publier: 
« Bientôt, elle aura complètement disparu: Les travaux sur la synagogue progressent de façon visible. Après le début symbolique des travaux de démolition à l'automne dernier avec l'enlèvement de l'étoile de David, une entreprise d'Essen a donné de tels coups de pioche en cette nouvelle année, qu'il ne reste aujourd'hui du bâtiment qu'un tas de décombres inesthétiques. Les dômes et les tours sont tombés, tout comme les murs de briques rouges recouverts de plâtre, dont seuls des vestiges bizarres étirent leurs contours dans les airs.... Il ne reste que peu de temps avant que les derniers vestiges de la synagogue aient disparu et qu'on obtienne les conditions grâce auxquelles une nouvelle planification structurelle pourra être initiée, qui sera en mesure de donner à l'ensemble de la Victoriaplatz un aménagement généreux et marquant dans le paysage urbain. »

### Les mémoriaux
Pour les quelques Juifs toujours présents à Mülheim, les offices vont se dérouler dans le centre communautaire jusqu'à sa destruction lors des bombardements de juin 1943. Avec la déportation des derniers membres de la communauté courant 1944, il n'y a plus de Juifs à Mülheim.  

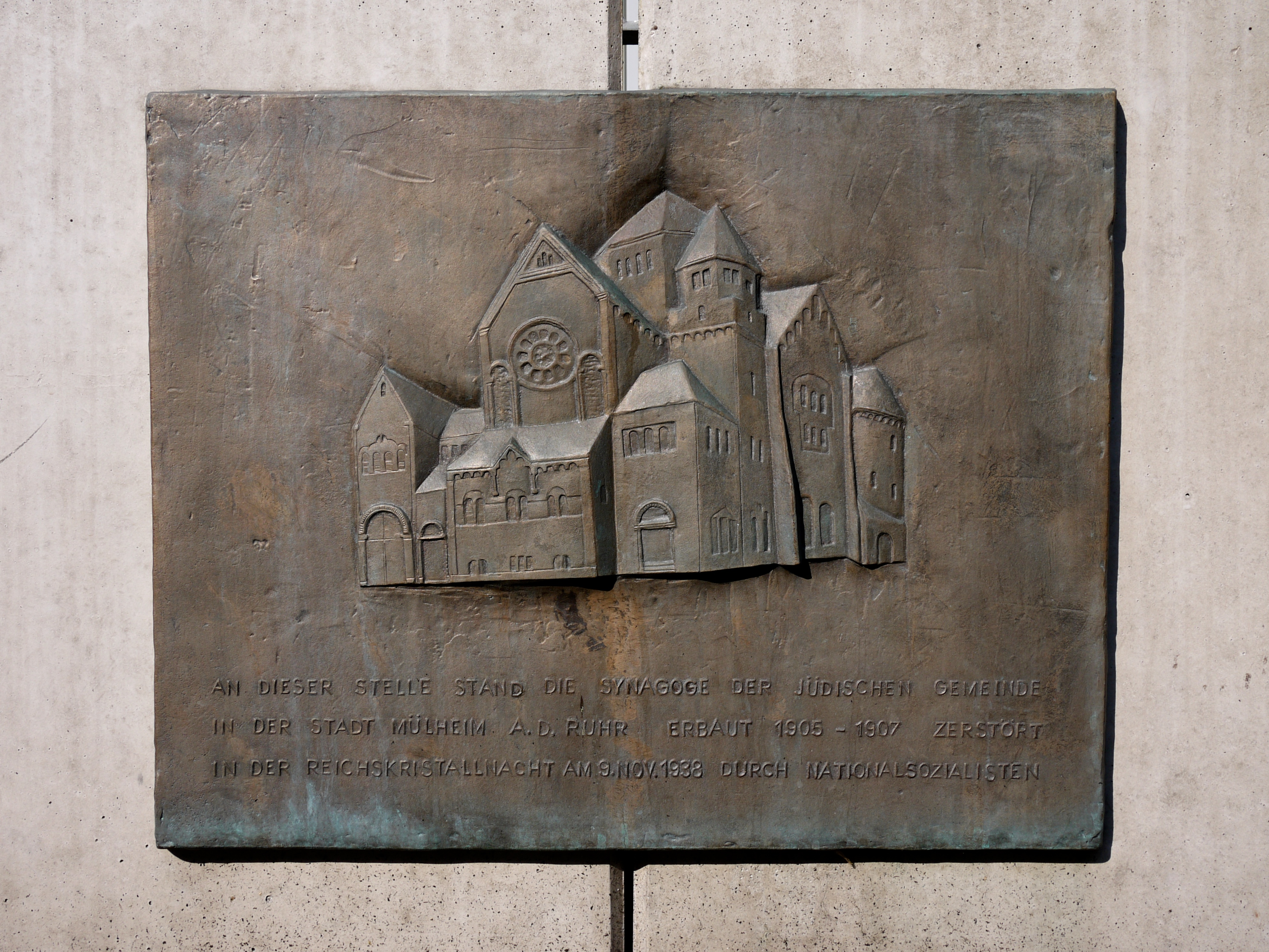
Plaque commémorant la destruction de la synagogue

Depuis 1978, une plaque fixée devant le bâtiment de la Stadtsparkasse sur la Victoriaplatz commémore la synagogue détruite lors de la nuit de Cristal. Sous une représentation en relief de la synagogue, se trouve l'inscription suivante en allemand:
« An dieser Stelle stand die Synagoge der jüdischen Gemeinde in der Stadt Mülheim a.d.R.
erbaut 1905 – 1907 – zerstört in der Reichskristallnacht am 9.Nov. 1938 durch Nationalsozialisten
(Á cet emplacement, se trouvait la synagogue de la communauté juive de la ville de Mülheim a.d.R.
construite en 1905-1907- détruite par les nazis lors de la nuit de Cristal du 9 novembre 1938) »
À l'occasion du 50e anniversaire de la nuit de Cristal, une autre plaque commémorative est érigée en 1988, portant les noms des Juifs de Mülheim assassinés par les nazis. Depuis 1990, la Victoriaplatz est connue sous le nom de Platz der ehemaligen Synagoge (place de l'ancienne synagogue) avant de devenir officiellement en 2009 la Synagogenplatz (place de la synagogue).